# Maria Valéria Rezende
Maria Valéria Rezende (Santos, 1942) es una escritora y monja brasileña. Ha sido galardonada con el Premio Jabuti, el Premio Casa de las Américas y el Premio São Paulo de Literatura.

## Biografía
Maria Valéria Rezende se unió a la Congregación de Nuestra Señora - Canonesas de San Agustín en 1965 y  profesó a los 24 años. Durante la Dictadura Militar brasileña el movimiento de la Teología de la Liberación y fieles de la Iglesia Católica. A través de un largo proceso de educacion y conciencitizacion se internaban en el campo y en los barrios obreros para ayudar a trabajadores y militantes que luchaban contra el régimen militar.  Valéria Rezende fue miembro de la dirección de la Juventud Estudiantil Católica Nacional y, tras el golpe de Estado de 1964, acogió a militantes que luchaban contra el régimen militar.
Maria Valéria Rezende se graduó en Lengua y Literatura Francesas, en la Universidad de Nancy. y en Pedagogía en la PUC-SP y también tiene un máster en Sociología por la Universidad Federal de Paraíba.
En la década de 1960 comenzó a trabajar en la educación popular, colaborando en diferentes regiones del país y en todos los continentes, en programas de formación de educadores.  Maria Valéria Rezende vivió en el interior de Pernambuco, en Recife/Olinda, desde diciembre de 1972 hasta 1976. Se trasladó a Paraíba en 1976, viviendo en Brejo Paraibano y, desde 1988, en João Pessoa.
Maria Valéria Rezende publicó varias obras de ficción y no ficción. Su debut en la literatura fue en 2001, con el libro Vasto Mundo. 

## Obras seleccionadas

### Novelas
- Vasto Mundo- 2001
- O Voo da Guará Vermelha –2005
- Quarenta Dias - 2014
- Outros cantos - 2016
- Carta à Rainha Louca - 2019

### Relatos cortos y crónicas
- Modo de Apanhar Pássaros à Mão (Cómo atrapar pájaros con la mano) - 2006
- A face serena (El rostro sereno) - 2017
- Histórias nada sérias (Historias nada serias) -2017
- «Toda palavra dá samba» (Cada palabra es samba) - 2024. Premio Biblioteca Nacional

### Libros infantiles y juveniles
- O Arqueólogo do Futuro (El arqueólogo del futuro) - 2006
- El problema del pato - 2007
- En el riesgo del caracol - 2008
- Conversación de pajaritos – Haikais para niños de todas las edades (con Alice Ruiz) - 2008
- Historias de aquí y de allá – 2009
- Hai-Quintal - Haikus descubiertos en el patio - 2011,
- Oro dentro de la cabeza - 2012
- El jardín del niño poeta - 2012
- Vampiros y otros sustos - 2013
- Una aventura animal - 2013

## Premios y reconocimientos
- En 2009 ganó el Premio Jabuti de Literatura en la categoría de literatura infantil con No risco do caracol.
- En 2013 en la categoría juvenil con Ouro dentro da cabexa.
- En 2015 en las categoría de novela y el Libro de Año de Ficción y el Premio de Literatura.[5]
- En enero de 2017 recibió el Premio Casa de las Américas por el libro Outros Cantos, y por la misma novela ganó el Premio São Paulo de Literatura y el tercer puesto en el Premio Jabuti de Literatura en noviembre de 2017.[6]

## Referencia
1. ↑  «Uma peregrinação em Porto Alegre | Jornal Rascunho». rascunho.gazetadopovo.com.br (en portugués de Brasil). Archivado desde el original el 20 de septiembre de 2014. Consultado el 8 de agosto de 2025.
2. ↑  «Maria Valéria Rezende viveu na rua para escrever romance». Estadão (en portugués de Brasil). Consultado el 8 de agosto de 2025.
3. ↑  Neves, Maria Laura (24 de agosto de 2022). «Maria Valéria Rezende: Freira, escritora e feminista». Revista Marie Claire (en portugués de Brasil). Consultado el 8 de agosto de 2025.
4. ↑  Interteia, Ana Carolina (14 de septiembre de 2020). «Serie Autores Brasileños: Maria Valéria Rezende recorre los caminos de la educación y la literatura». Brazilian Publishers. Consultado el 8 de agosto de 2025.
5. ↑  «Carol Rodrigues e Maria Valéria Rezende vencem o Prêmio Jabuti 2015 - 19/11/2015 - Ilustrada». Folha de S.Paulo. 8 de agosto de 2025. Consultado el 8 de agosto de 2025.
6. ↑  «Maria Valéria Rezende conquista o Prêmio São Paulo de literatura - 06/11/2017 - Ilustrada». Folha de S.Paulo. 8 de agosto de 2025. Consultado el 8 de agosto de 2025.